# Волчья (Самарская область)
Волчья — заброшенная деревня в Шенталинском районе Самарской области, находившаяся в составе сельского поселения Старая Шентала.  Забросилась из за безработицы, ранее там функционировала школа. Название происходит от большого количества волков. В каждом дворе были родники, которые образовывали единый ручей который впадал в реку Кондурча.
Население около 60 лет назад было примерно 100-200 человек.
В 6-7 км от села был хутор Немовский, в котором было около 20 дворов, и так же протекала река Кондурча, села были связаны, например в Волчьей был магазин и школа, а в Немовском кладбище. От хутора ничего не осталось, кроме следов.

## География
Деревня находится возле реки Кондурча на расстоянии 18 километров по дороге от районного центра - железнодорожной станции Шентала.

## Население
По данным переписи населения, в 2002 году в деревне проживали 8 человек (русские 100%). По состоянию на 2010 год в деревне Волчья проживает 0 человек.